# Samochód rajdowy

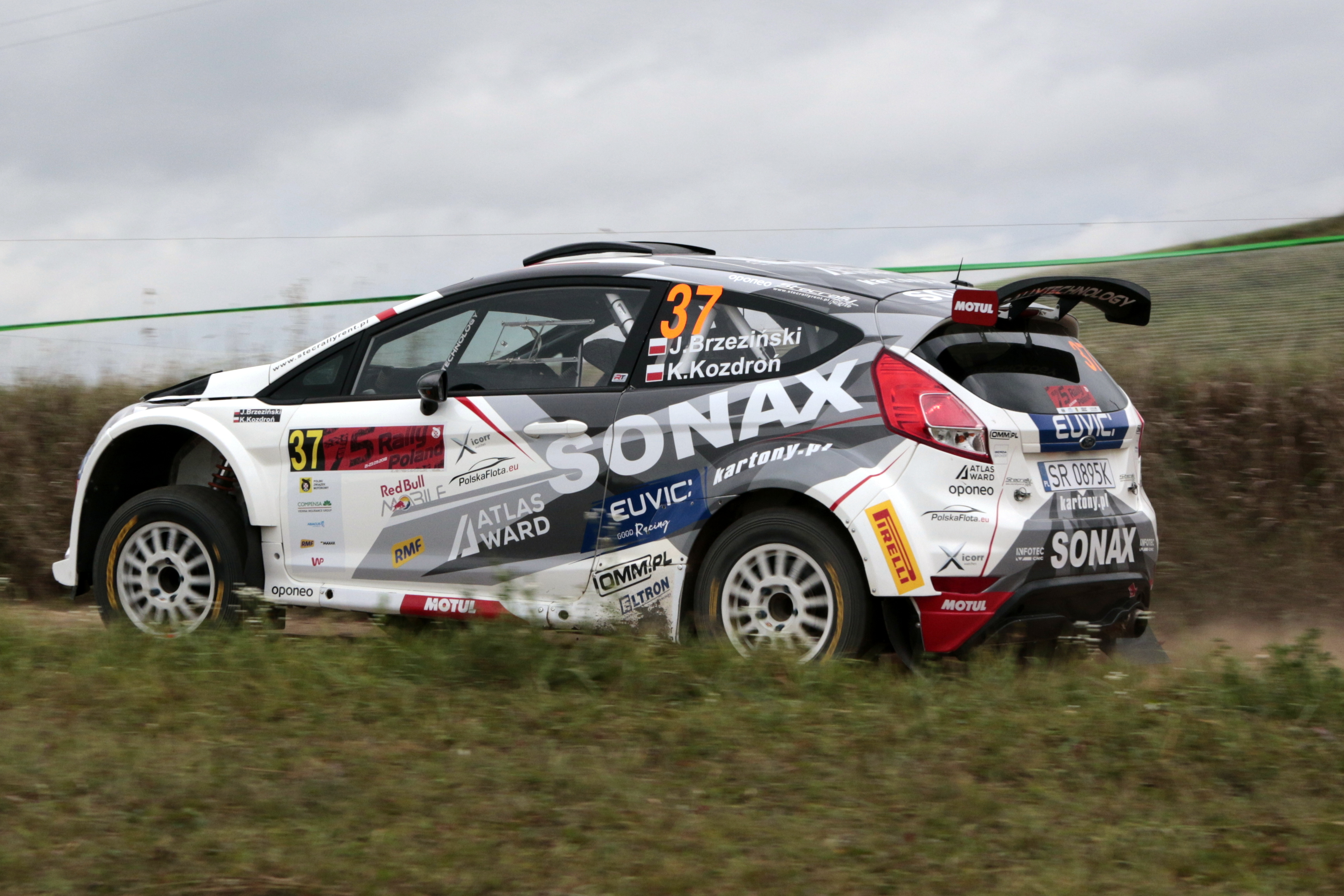
Samochód rajdowy grupy R - R5 - Ford Fiesta R5

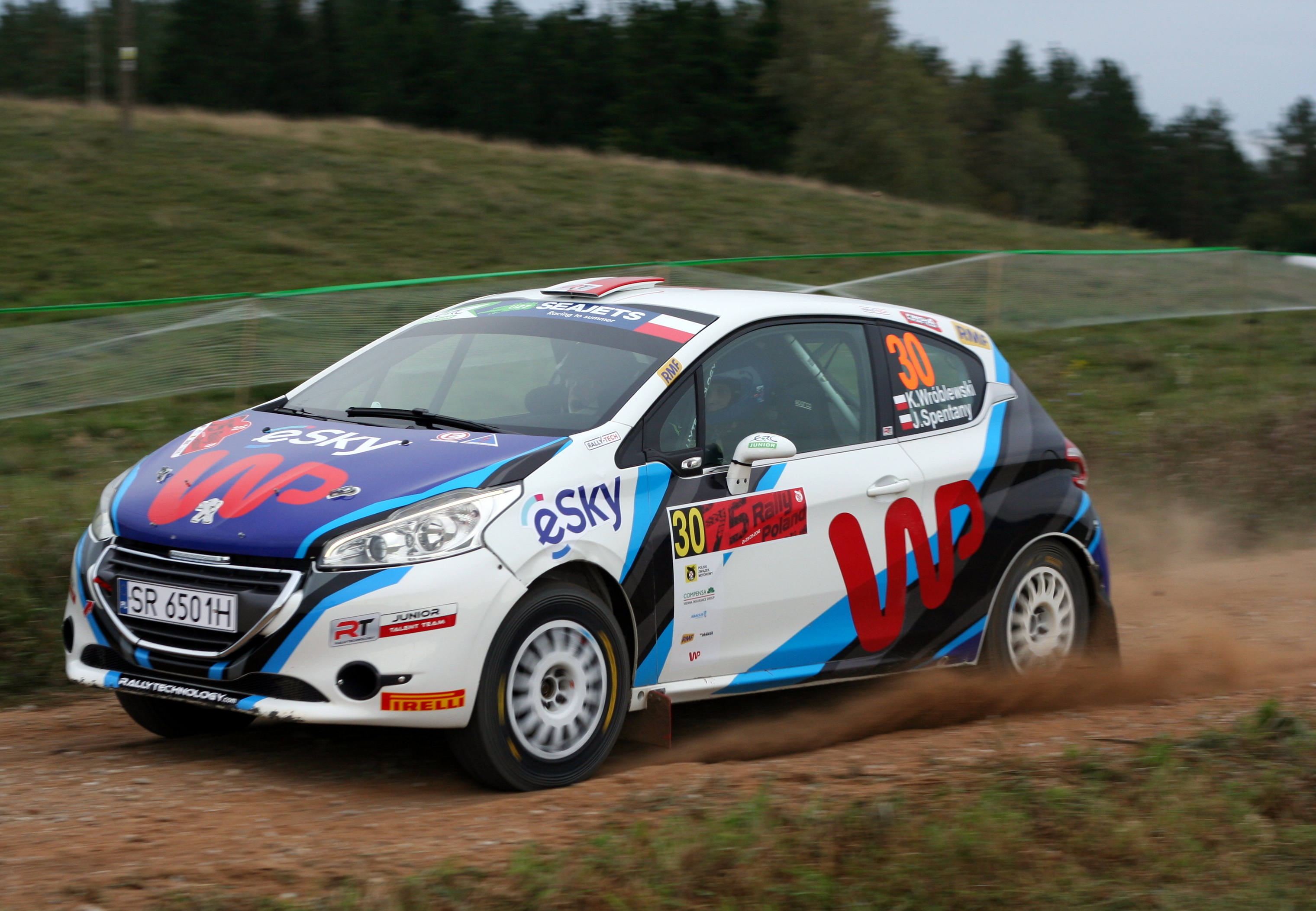
Samochód rajdowy grupy R - R2 - Peugeot 208 R2

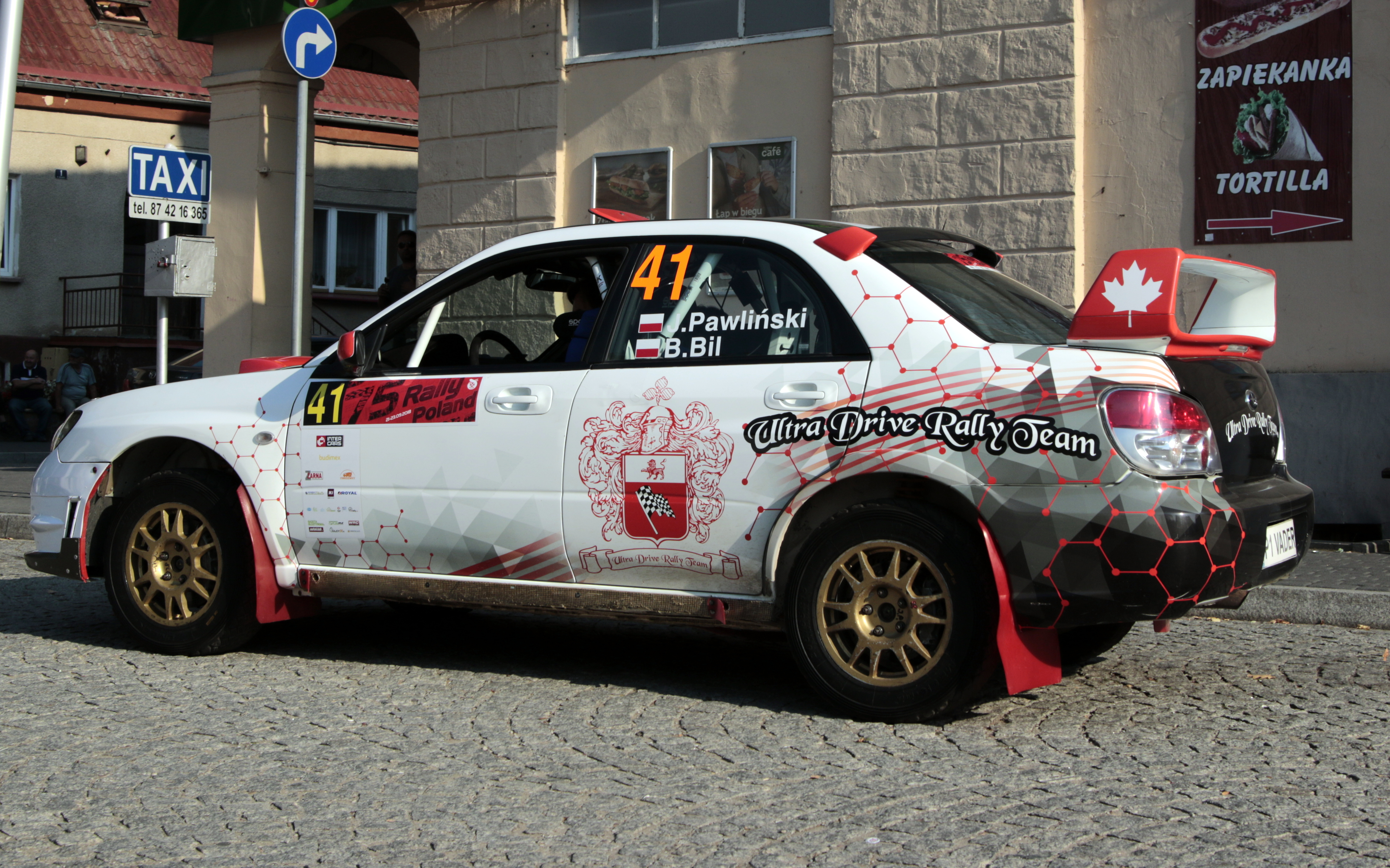
Samochód rajdowy grupy N - Subaru Impreza WRX STI N12

Samochód rajdowy – to zazwyczaj samochód seryjny, osobowy, terenowy lub ciężarowy, przekonstruowany tak, aby dostosować go do udziału w rajdach samochodowych, rajdach terenowych określonego typu. W zależności od obowiązujących przepisów, do rajdów dopuszczane są samochody o ustalonym stopniu przeróbek i modyfikacji, w określonych specyfikacjach.

## Rodzaje samochodów rajdowych

### W rajdach
- Samochód B-grupowy
- Samochód A-grupowy
  - Samochód Kit Car
  - Samochód World Rally Car
  - Samochód Super 1600
  - Samochód Super 2000
- Samochód N-grupowy
- Samochód R- grupowy (R1, R2, R3, R4, R5)

### W rajdach terenowych
- Samochód grupy T1
  - Samochód Buggy
- Samochód grupy T2

### W wyścigach górskich
- Samochód H-grupowy
- Samochód E-grupowy

## Klasyfikacje samochodów rajdowych w Polsce
- samochody grupy N
  - samochody Super 2000
- samochody grupy A
  - samochody Kit Car klasy A6
  - samochody Super 1600
  - samochody klasy TD - samochody grupy A lub N o nominalnej pojemności skokowej silnika do 2000 cm3, silnik turbodoładowany wysokoprężny, napęd na dwa koła 2WD
- samochody grupy HR - samochody, których homologacja wygasła od ponad czterech lat
- samochody grupy R
- samochody grupy Open czyli:
  - samochody Kit Car klasy A7
  - samochody GT
  - samochody klasy A8 w tym WRC
  - samochody klasy N4+